# Vardanes de Arevel
Vardanes (em latim: Vardanes; em grego: Βαρδάνης, Bardánēs; em armênio: Վարդան, Vardan; em parta: *Vardān; c. 1200-1271), dito de Arevel (Վարդան, Areveltsi), de Ganzaca (Գանձակեցի, Gandzaketsi), da Albânia (Աղվանից, Ałvanits), da Cilícia (Կիլիկեցի, Kilikets’i), o Grande (մեծ, Mets), o Historiador (Պատմիչ, Patmich’) ou o Oriental (Վարդապետ, Vardapet), foi um historiador, geógrafo, filósofo e tradutor armênio do século XIII. É conhecido por ter fundado várias escolas e mosteiros, pela sua rica contribuição para a literatura armênia, e pela sua "História Universal", uma das primeiras tentativas de um historiador armênio para escrever uma história mundial.

## Nome
Vardanes (Βαρδάνης, Bardánēs) ou Vardânio (em latim: Vardanius; em grego: Βαρδάνιος, Bardánios) é a forma latina do persa médio Vardã (*Wardān), que pode ter derivado do parta vard- (em iraniano antigo *vr̥da-), "rosa", ou do iraniano antigo vard-, "virar". Foi registrado em grego como Ordanes (Ὀρδάνης, Ordánēs), Ordones (Ὀρδωνης, Ordōnēs) e Uardanes (Οὐαρδάνες, Ouardánēs), em aramaico de Hatra (wrdn) e armênio como Vardã (Վարդան, Vardan) e em georgiano como Vardã (em georgiano: ვარდან), Vardan) e Vardém (ვარდენ, Varden). Durante o Império Bizantino, por vezes foi usado como sinônimo do aparentado Bardas, a helenização do armênio Varde.

## Biografia
Vardanes nasceu em Ganzaca ca. 1200. Recebeu sua educação antes de tomar os cursos de Mechitar Goch e João Vanakan em Nor-Getik (onde conheceu e fez amizade com Ciríaco de Ganzaca) e completar sua formação em Khoranachat, em Tavuxe, que incluiu o aprendizado de literatura, gramática e teologia, assim como línguas estrangeiras (hebraico, grego, latim e persa). Tornou-se monge, e obteve em 1235 o título de vardapet e implementou seus talentos de ensino, abrindo uma escola no mosteiro de Santo André de Caienaberde, onde ensinou em 1235 a 1239 e de 1252 a 1255. Em 1239-1240, partiu para Jerusalém e Armênia e em sua viagem de regresso, passou através da Armênia Menor onde foi convidado a permanecer por Hetum I (r. 1226–1270); teria ficado até pelo menos o concílio ecumênico de Sis de 1243. Vardanes então retornou à Grande Armênia em 1245, produzindo uma encíclica do católico que os notáveis da Grande Armênia eventualmente assinaram.

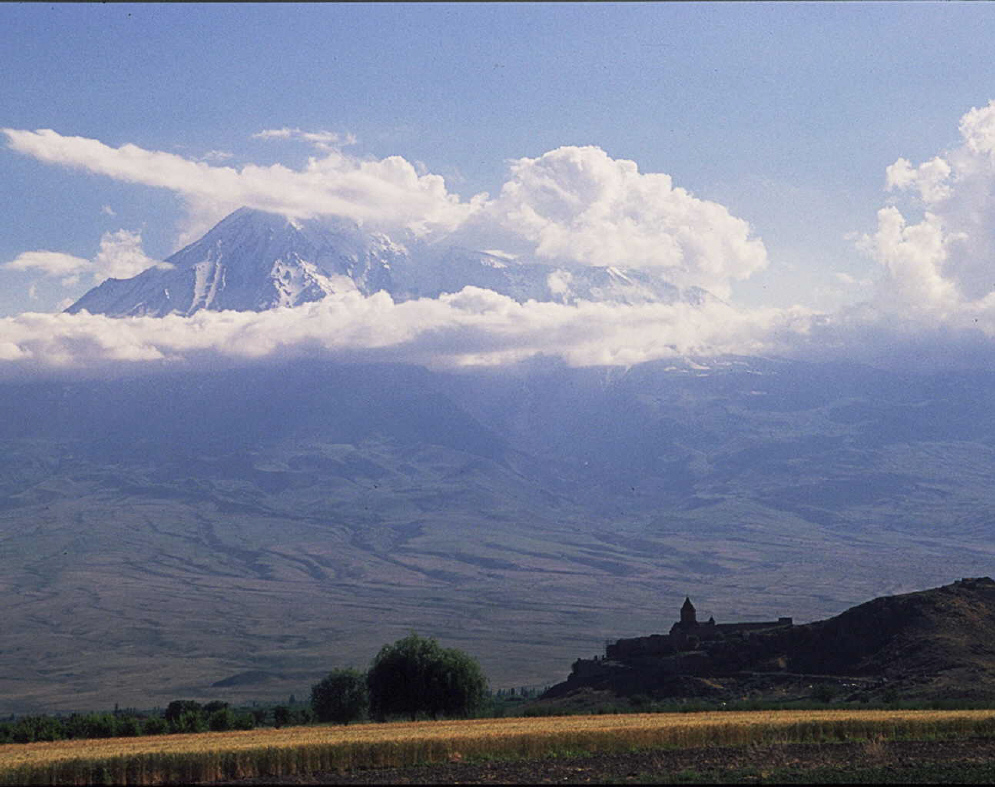
Mosteiro de Cor Virape. Ao fundo está o monte Ararate

Três anos depois, Vardanes retornou à Cilícia armênia e participou da vida política, opondo-se fortemente às usurpações e a influência das Igrejas romana e bizantina. Ele também trabalhou junto do católico Constantino I de Barzaber na elaboração de um tratado, Escrito didático, destinado aos fieis da Armênia Oriental; particularmente enviou uma carta ao papa e participou do concílio ecumênico de Sis de 1251.[carece de fontes?]
Vardanes retornou à Grande Armênia em 1252 a fim de organizar outro concílio ecumênico em Halpate e Zagavã. Voltando ao ensino, abriu escolas nos mosteiros de Salmosavanque, Teleniats, Aljots Vanque e Coraquerta, e emprestou sua experiência para Halpate até 1255, ano em que foi para Cor Virape e estabeleceu um seminário. Ele introduziu um programa incluindo filosofia, lógica, retórica e gramática, e ensinou muitos futuros intelectuais armênios como Gevorco de Esceurra, João de Ierzenca, Narses de Mexe e Gregório de Bejne. Em 1264, Vardanes também desempenhou um papel importante como negociador em uma viagem à Tabriz, a residência do suserano mongol Hulagu Cã (r. 1256–1265); obteve um privilégio em favor dos armênios que viviam sob julgo mongol e concluiu um acordo sobre a cobrança de impostos. Seus laços com os mongóis foram estreitos: foi conselheiro religioso da esposa de Hulagu, Docuz Catum. Vardanes morreu em 1271 em Cor Virape, deixando importante herança literária que abrange a vida política, cultura, religiosa e social da Armênia.

## Obras
Mais de 120 obras atribuídas a Vardanes foram preservadas, incluindo o Matenadaran de Erevã. Eles incluem, entre outros, uma coleção de 66 textos (Análise de escrituras) escritos a pedido de Hetum em língua vernácula e abrangendo muitas disciplinas (astronomia, botânica, zoologia, linguística, filosofia, música, etc.). Sua principal obra, no entanto, é sua História Universal; como a história da Armênia de Moisés de Corene, este livro tenta traçar as origens da história armênia de em seu tempo (e dá grande número de informações sobre a dinastia zacárida), mas difere na medida que tenta documentar a história do mundo; começando com a Torre de Babel e a batalha épica de Haico e Bel, termina com a morte do católico Constantino I, em 1267. No entanto, é comumente referida como uma crônica.
Vardanes também traduziu várias obras em armênio, incluindo a crônica do patriarca siríaco Miguel, o Sírio em 1248 com um monge chamado Ichox. Além disso, também deixou uma Geografia (cuja autoria é por vezes questionada), homilias e comentários do Antigo Testamento, de estruturas gramaticais (partes de discursos e a Interpretação do Livro do Gramático), de discursos, de elogios, de xaracãs (sharakans; elementos do cânone, que honram aos santos tradutores como "Aqueles que embelezam"), etc.